# Diaea evanida
Diaea evanida là một loài nhện trong họ Thomisidae.
Loài này thuộc chi Diaea. Diaea evanida được Ludwig Carl Christian Koch miêu tả năm 1867.

## Hình ảnh

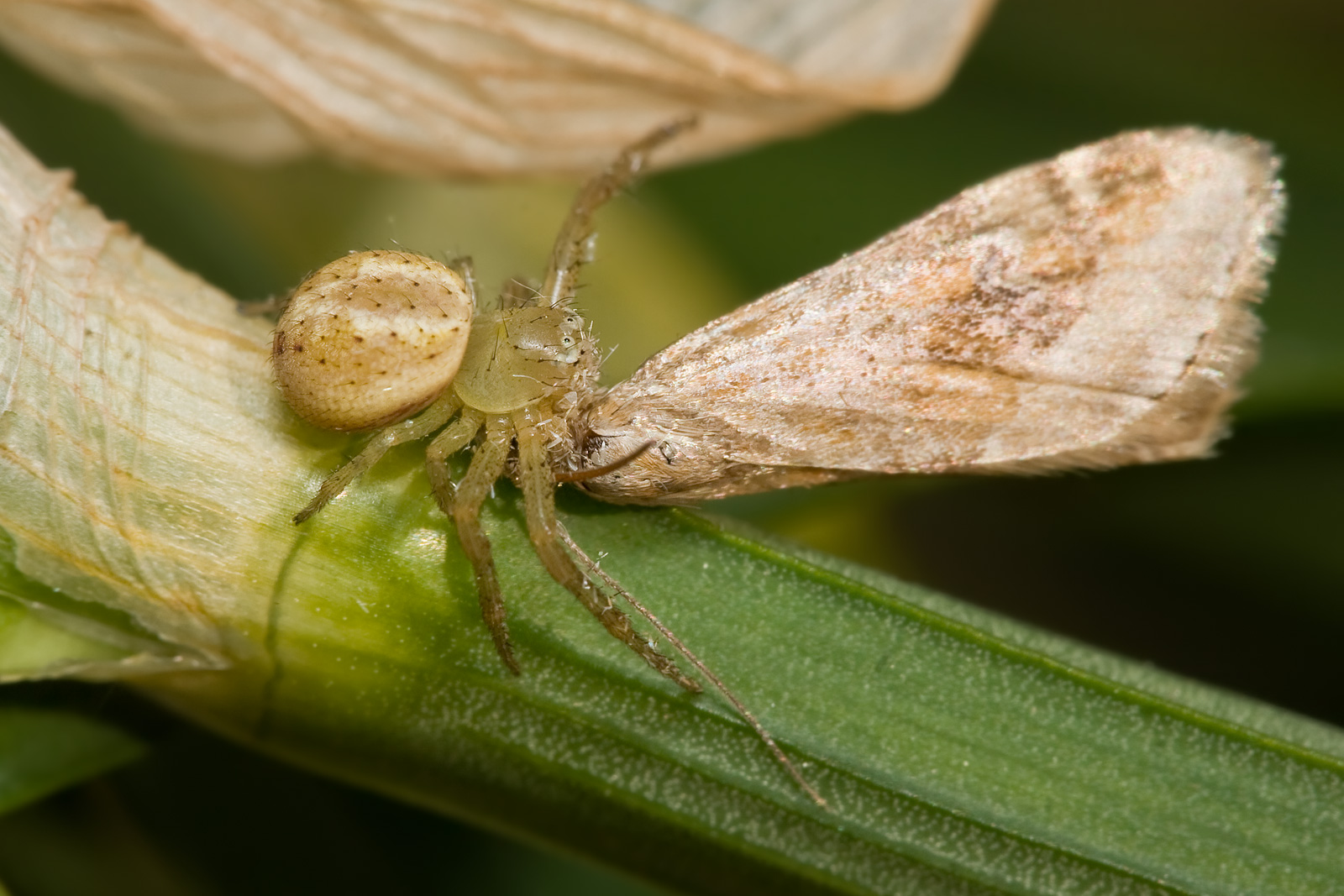